# Mieczysław Drobner
Mieczysław Drobner (ur. 3 listopada 1912 w Krakowie, zm. 17 marca 1986 w Łodzi) – polski kompozytor, muzykolog i pedagog.

## Życiorys
Był synem Luby z Hirszowiczów i Bolesława Drobnera, członka PKWN, działacza PZPR i prezydenta Wrocławia. Ukończył kompozycję w Konserwatorium Towarzystwa Muzycznego: kompozycję u Bolesława Wallek-Walewskiego i dyrygenturę u Zbigniewa Dymmka. W 1937 ukończył studia muzykologiczne pod kierunkiem Zdzisława Jachimeckiego na Uniwersytecie Jagiellońskim.
Po wojnie pracował w Ministerstwie Kultury i Sztuki. Od 1946 wykładał w Państwowej Wyższej Szkole Muzycznej w Łodzi, gdzie pełnił także funkcję rektora, oraz w latach 1958–1978 w Państwowej Wyższej Szkole Muzycznej w Krakowie, gdzie w latach 1969–1972 był dziekanem Wydziału Teorii, Kompozycji i Dyrygentury. W Krakowie kierował także Zakładem Akustyki Muzycznej.
Do jego publikacji książkowych należą m.in. Akustyka muzyczna (PWM, Kraków 1953) oraz Instrumentoznawstwo i akustyka (PWM, Kraków 1960).
W latach 1944–1948 był członkiem Rady Naczelnej PPS, od 1948 należał do PZPR.

## Ordery i odznaczenia
- Krzyż Oficerski Orderu Odrodzenia Polski (1964)
- Krzyż Kawalerski Orderu Odrodzenia Polski (1956)
- Złoty Krzyż Zasługi (22 lipca 1952)[2]
- Srebrny Krzyż Zasługi (1945)
- Medal 10-lecia Polski Ludowej (28 lutego 1955)[3]